# Conilhac de las Corbièras
|  | Per a altres significats, vegeu «Conilhac». |

Conilhac de las Corbièras (en francès Conilhac-Corbières) és un municipi francès situat al departament de l'Aude i a la regió d'Occitània.